# Mühlenbach (Lussemburgo)

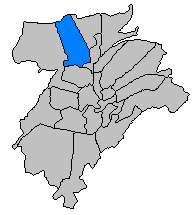
Muhlenbach, a nord-ovest di Lussemburgo.

Mühlenbach (in lussemburghese Millebaach, in tedesco Mühlenbach) è un quartiere a nord-ovest di Lussemburgo, capitale del Lussemburgo.
Nel 2001 il quartiere aveva una popolazione di 1 166 abitanti.